# Afromysis hansoni
Afromysis hansoni är en kräftdjursart som beskrevs av John Todd Zimmer 1916. Afromysis hansoni ingår i släktet Afromysis och familjen Mysidae. Inga underarter finns listade i Catalogue of Life.